# Definição de anarquismo e libertarianismo
O anarquismo e o libertarianismo, como amplas ideologias políticas com múltiplos significados históricos e contemporâneos, têm definições contestadas. Seus adeptos têm uma tradição pluralista e sobreposta que torna difícil ou impossível a definição precisa da ideologia política, agravada pela falta de características comuns, prioridades divergentes de subgrupos, falta de aceitação acadêmica e uso histórico controverso.

## Visão geral
"Anarquismo" geralmente se refere à ala antiautoritária (libertária) do movimento socialista.  "Socialismo libertário" tem sido sinônimo de "anarquismo" desde 1890,  assim como o termo "libertário" até meados do século XX.
Os termos "anarquismo" e "libertarianismo" representam amplas ideologias políticas com múltiplos significados históricos e contemporâneos. As incompatibilidades dentro de sua tradição pluralista provam ser difíceis ou impossíveis de reconciliar em um conjunto singular de crenças centrais. A gama de disparidades ideológicas dentro do anarquismo é muitas vezes paradoxal e nunca totalmente coerente. Em geral, os anarquistas se opõem à hierarquia e ao capitalismo, mas diferem em como eles acreditam que a mudança deve ser feita.
Outros fatores complicadores na definição de "anarquismo" incluem desacordo sobre seu status como ideologia política e disputa sobre o uso histórico do termo. A rejeição do anarquismo ao estado e à política do estado em grande parte fica fora do alcance dos cientistas políticos e, em algumas formulações, sua má interpretação como a antítese da política contribui para sua marginalização como ideologia política.

## Histórico de uso
Desde o século 19, "libertário" refere-se aos defensores da liberdade de escolha ou a qualquer pessoa que geralmente defenda a liberdade. A primeira pessoa a se autodenominar "libertário" no sentido político foi Joseph Déjacque em 1857. Pouco depois, em 1858, criou o jornal anarquista nova-iorquino Le Libertaire. O anarquista Sébastien Faure usou o termo no final do século para diferenciar entre anarquistas e socialistas autoritários. Embora o termo "libertário" tenha sido amplamente sinônimo de anarquismo,  seu significado foi mais recentemente diluído com a adoção mais ampla de grupos ideologicamente díspares. Por exemplo, "libertários" incluem tanto os marxistas da Nova Esquerda (que não se associam com socialistas autoritários ou um partido de vanguarda) quanto os liberais radicais (principalmente preocupados com as liberdades civis). Além disso, alguns anarquistas usam "socialista libertário" para evitar as conotações negativas do anarquismo e enfatizar suas conexões com o socialismo.
O anarquismo mantém uma associação histórica com o caos e a violência. No final dos anos 1800, o proeminente anarquista Peter Kropotkin observou as conotações populares de "anarquia" como sinônimo de caos e desordem e, portanto, um nome desvantajoso para um movimento. Ele aceitou o termo apesar disso, assim como os holandeses Sea Beggars e sans-culottes tiveram seus próprios nomes conferidos. Os anarquistas ao longo do século 20 lamentaram a associação da filosofia com o caos, explosivos, violência desenfreada e saques. Essas conotações perduram contemporaneamente através da associação da mídia popular da destruição de propriedades do black bloc com o movimento. Como resultado das definições duplas da anarquia, a ideia de uma sociedade sem autoridade central é endemicamente confundida com o caos, dificultando a capacidade de conceber o primeiro positivamente.
O uso popular de símbolos anarquistas também afetou as conotações do termo divorciado de sua base teórica e história como movimento. A influência do anarquismo nas subculturas punk do século 20 levou à anarquia e ao símbolo do círculo A como um tropo nas indústrias da música e da moda para representar a angústia adolescente e a rebelião juvenil superficial.
O termo "anarquista" também é usado como um significante pejorativo vazio para mostrar desdém abrasivo. A associação do termo com doenças sociais tem sido, em parte, uma estratégia intencional de seus detratores para desacreditá-lo. "Libertário" viu uma difusão semelhante de propósito dentro do movimento libertário americano, à medida que um grupo mais amplo, menos estudado e menos interessado em um governo mínimo, adotou o termo, diluindo a potência de sua associação com o libertarianismo estrito baseado em direitos de Ayn Rand e Murray Rothbard.  Os anarcocapitalistas e aqueles que acreditam na abolição do estado ocuparam a margem do movimento libertário.
O renascimento das ideologias de livre mercado durante meados do século 20 veio com desacordo sobre como chamar o movimento. Enquanto muitos de seus adeptos, especialmente nos Estados Unidos, preferem "libertário", muitos libertários conservadores rejeitam a associação do termo com a Nova Esquerda dos anos 1960 e suas conotações de hedonismo libertino .  O movimento está dividido sobre o uso de "conservador" como uma alternativa.  Aqueles que buscam a liberdade econômica e social seriam conhecidos como "liberais" clássicos, mas esse termo desenvolveu associações opostas ao governo limitado, baixa tributação e estado mínimo defendido pelo movimento.  Variantes de nome do movimento de renascimento do livre mercado incluem liberalismo clássico, liberalismo econômico, liberalismo de livre mercado e neoliberalismo .  "Libertário" tem a aceitação mais coloquial para descrever um membro do movimento, ou "libertário econômico", baseado tanto na primazia da ideologia da economia quanto em sua distinção dos libertários da Nova Esquerda. 

## Tipos de definição de anarquismo
O estudioso do anarquismo Paul McLaughlin estuda as várias definições de anarquismo em seu livro Anarchism and Authority . Segundo ele, existem três tipos comuns de definição de anarquismo:
- definições etimológicas
- definições antiestatistas
- definições anti-autoritárias

Mas todos ficam aquém de fornecer uma definição precisa de anarquismo. 